# AB Albin Hagström

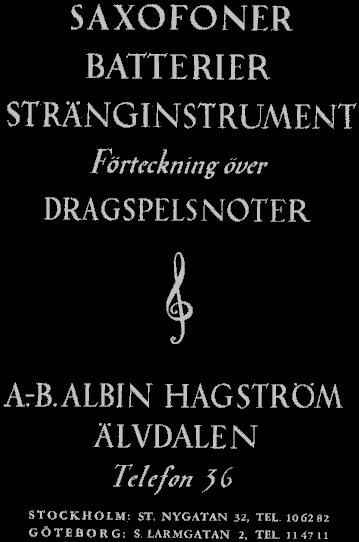
Katalog 1942

AB Albin Hagström var en svensk tillverkare av dragspel och gitarrer samt PA-utrustning. Fabriken låg i Älvdalen, och grundades 1925 av Albin Hagström. 1938 införlivades Accordiafabriken i Stockholm i koncernen. Tillverkningen upphörde 1983. Under 2005 började dock de klassiska Hagström-gitarrerna åter tillverkas. Till en början producerades instrumenten då i Asien men sedan 2020 byggs även vissa instrument åter i Sverige.
Mer än 700 000 dragspel och 125 000 gitarrer tillverkades vid Älvdalfabriken åren 1925–1983 och såldes i 48 egna butiker i Norden och av återförsäljare över hela världen. I syfte att öka försäljningen sålde företaget under en period även cyklar av märket Excellent, ett namn som man också använde för dragspel. Från att ha varit ett enmansföretag inhyst i ”Snus-Gustavs butik” i Älvdalen expanderade man till att bli ett internationellt verksamt företag med över 400 anställda.
Familjen Hagström har gjort en donation till Kungliga musikaliska akademien och ett stipendium finns nu tillgängligt i namnet Hagström, Stiftelsen Albin Hagströms Minnesfond.

## Importverksamhet
AB Albin Hagström hade, i egenskap av importör, introducerat Gibson på den svenska marknaden. När den första egentillverkade Hagströmgitarren presenterades 1958, var den tydligt inspirerad av Gibson Les Paul.
Fender Musical Instruments Corporation köpte ett tag akustiska gitarrer av Hagström, som i sin tur lät Bjärton tillverka dessa. Företaget var under många år Fenders agent i Norden.

## Nuvarande verksamhet
Företaget är fortfarande verksamt, men fungerar nu som förvaltningsbolag för fastigheter.

## Varumärken inom koncernen
- Accordia
- Hagström
- Cromwell